# EBK4
EBK4 è il terzo album in studio del rapper statunitense Brotha Lynch Hung, pubblicato il 27 giugno 2000 dalla Black Market Records.

## Tracce
1. De One Below (feat. Scrap Metal) – 0:28
2. Catch You (feat. CoCaine & Nefarious) – 3:30
3. Hunta Killa (feat. Kyel) – 3:55
4. Dramatic (feat. First Degree The D.E., P Folks & Spice 1) – 3:47
5. Dogg Market (feat. Snoop Dogg) – 3:36
6. Every Single Bitch – 4:14
7. My Love (feat. Pook & Shotgun) – 5:21
8. Naked Cheese (feat. Chopah & K5) – 6:01
9. Raw Meat (feat. Keak Da Sneak) – 2:56
10. Xcaliber – 5:30
11. Can't Have It (feat. Kronik) – 4:14
12. Holding On (feat. D. Dubb) – 4:02
13. One Time (feat. Bad Azz) – 3:46
14. Split Yo Face (feat. Triple Beam) – 5:48
15. Blood on da Rug (feat. T-Macc) – 2:58

## Classifiche
| Classifiche (2000) | Posizione massima |
| ------------------ | ----------------- |
| Stati Uniti        | 86                |